# Kalif Alhassan
Kalif Alhassan est un footballeur ghanéen né le 15 octobre 1990 à Accra. Il joue au poste d'ailier avec les Churchill Brothers.